# Michelle Clunie

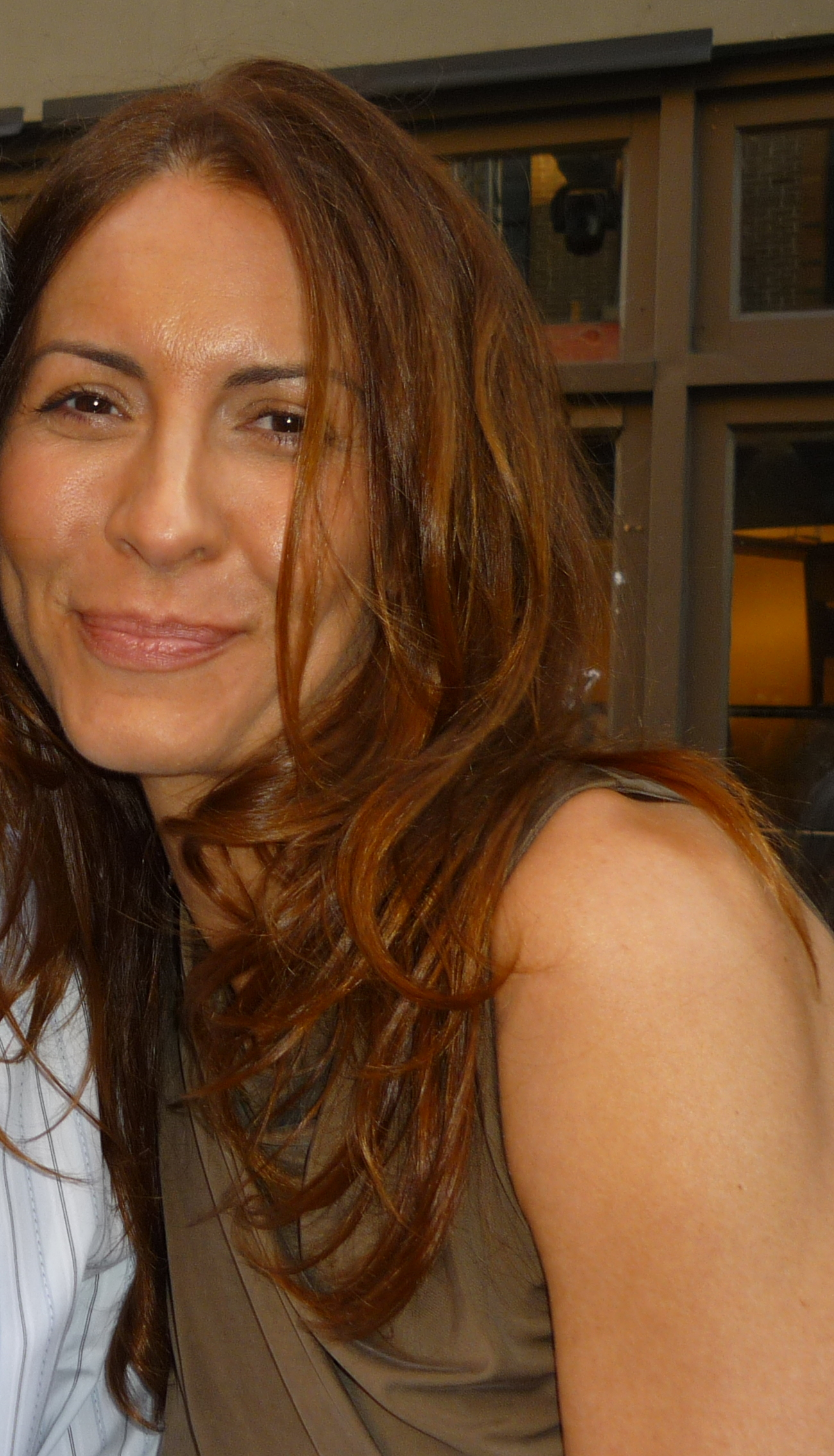
Michelle Clunie (2008)

Michelle Clunie (* 7. November 1969 in Portland, Oregon) ist eine US-amerikanische Schauspielerin.

## Leben und Karriere
Nachdem sie ein Stipendium für die „Academy of Professional Ballet“ erhalten hatte, machte sie sich zunächst als Balletttänzerin einen Namen, ehe sie entschied, ins Schauspielfach zu wechseln und nach Los Angeles zu ziehen. Neben ihren ersten Fernsehauftritten in Serien wie Palm Beach-Duo und Emergency Room – Die Notaufnahme, trat sie auch am Theater auf und gewann den Drama-Logue Award als beste Schauspielerin für das Stück A Comedy of Eros. Weltweit bekannt wurde Clunie durch ihre Rolle der lesbischen Anwältin Melanie Marcus in der Serie Queer as Folk, die sie von 2000 bis 2005 spielte. Von 2010 bis 2011 gehörte sie zum Cast der Serie Make It or Break It. Nach mehreren Gastauftritten in verschiedenen Fernsehserien wie Navy CIS und Bones – Die Knochenjägerin übernahm sie 2015 eine wiederkehrende Rolle in Teen Wolf.
Neben ihrem Beruf engagiert sie sich für die Destination Foundation, die todkranken Menschen letzte Wünsche erfüllt. Sie hat mit Bryan Singer einen 2015 geborenen Sohn.

## Filmografie (Auswahl)
- 1994: Palm Beach-Duo (Silk Stalkings, Fernsehserie, Folge 3x17 The Scarlet Shadow)
- 1995: Die üblichen Verdächtigen (The Usual Suspects)
- 1995: Emergency Room – Die Notaufnahme (ER, Fernsehserie, Folge 3x01 Doctor Carter, I Presume)
- 1997: Das Leben und Ich (Boy Meets World, Fernsehserie, Folge 4x13 B & B's B'n B)
- 1999: Get The Dog – Verrückt nach Liebe (Lost & Found)
- 1999: JAG – Im Auftrag der Ehre (JAG, Fernsehserie, Folge 5x09 Contemptuous Words)
- 2002: Für alle Fälle Amy (Judging Amy, Fernsehserie, Folge 3x24 Come Back Soon)
- 2000–2005: Queer as Folk (Fernsehserie, 83 Folgen)
- 2006: Dr. House (House, Fernsehserie, Folge 2x24 No Reason)
- 2009: CSI: Den Tätern auf der Spur (CSI: Crime Scene Investigation, Fernsehserie, Folge 9x11 The Grave Shift)
- 2010–2011: Make It or Break It (Fernsehserie, 9 Folgen)
- 2013: NCIS (Neben der Spur, Fernsehserie, Folge 10x13)
- 2014: Tödliche Freundschaft
- 2014: Bones – Die Knochenjägerin (Bones, Fernsehserie, Folge 9x14 The Master in the Slop)
- 2015–2017: Teen Wolf (Fernsehserie, 9 Folgen)